# 리보두트리
론고네사비노(이탈리아어: Rivodutri)는 이탈리아 라치오주 리에티도에 위치한 코무네다. 로마로부터 북동쪽 70km, 리에티로부터 북쪽 13km 거리에 있다.

## 자매 도시
- 헝가리 셰레게예시
- 스페인 칸델라리오